# 900.
◄ | 8. stoljeće | 9. stoljeće | 10. stoljeće | ►
◄ | 870-ih | 880-ih | 890-ih | 900-ih | 910-ih | 920-ih | 930-ih | ►
◄◄ | ◄ | 897. | 898. | 899. | 900. | 901. | 902. | 903. | ► | ►►
Astronomija • Književnost • Kršćanstvo • Pravo • Promet

## Događaji
- 29. lipnja – Mlečani odbijaju napad Mađara u Rialtu
- Papa Benedikt IV. postaje 117. papa nasljedivši Ivana IX.

## Rođenja
- Rođen Abu Džafar al-Hazin, perzijski astronom i matematičar.

## Smrti
- siječanj – Ivan IX., papa
- 13. kolovoza –  Poginuo Zwentibold, posljednji kralj Lotaringije

## Vanjske poveznice
|  | Zajednički poslužitelj ima još gradiva o temi 900. |